# گل‌چهره
گلچهره فیلمی به کارگردانی و نویسندگی وحید موسائیان محصول سال ۱۳۸۹ است که در شهرستان بیرجند فیلمبرداری شده است.

## خلاصه داستان
اشرف خان صاحب سینمای کابل است که پس از سقوط دولت کمونیستی نجیب‌الله و تسلط مجاهدین بر کابل می‌خواهد سینمایش را بازسازی کند، اما یکپارچگی دولت دیری نمی‌پاید و جنگ‌های داخلی بار دیگر از خرابه‌های کابل سر برمی‌آورد و این جنگ به فیلم‌خانه ملی افغانستان نیز راه می‌یابد؛ جایی که تاریخ تصویری یک ملت در آن نهفته است.

## بازیگران
- مسعود رایگان
- لادن مستوفی
- هدایت هاشمی
- افشین هاشمی
- حسین محب‌اهری
- حجت اله علیپور
- عیسی حسینی
- علیرضا زارعی
- زینب دهقان
- حسن حسین‌زاده
- راحله كافى

## جوایز

### بین‌المللی
- جایزه بهترین فیلم جشنواره بین‌المللی فیلم و هنر خاورمیانه هلسینکی ۲۰۱۴
- جایزه کشتی طلایی بهترین فیلم جشنواره بین‌المللی فیلم زنگبار ۲۰۱۳
- جایزه رمی پلاتین بهترین فیلم خارجی جشنواره بین‌المللی فیلم ورلد-فست هیوستون ۲۰۱۲
- جایزه بهترین فیلمبرداری جشنواره بین‌المللی فیلم بوستون ۲۰۱۲
- جایزه بهترین فیلم بخش فوروم جشنواره بین‌المللی فیلم کلکته ۲۰۱۲
- جایزه رز قرمز بهترین فیلم جشنواره بین‌المللی فیلم جیپور ۲۰۱۲
- جایزه بزرگ جشنواره بین‌المللی فیلم باتومی ۲۰۱۱

### داخلی
- جایزه بهترین فیلمنامه بخش بین‌الملل جشنواره بین‌المللی فیلم کیش ۱۳۹۰
- جایزه بهترین بازیگر زن جشنواره بین‌المللی فیلم کیش ۱۳۹۰
- جایزه بهترین بازیگر مرد جشنواره بین‌المللی فیلم کیش ۱۳۹۰
- جایزه حکیم ابوالقاسم فردوسی جشنواره بین‌المللی فیلم کیش ۱۳۹۰
- جایزه بهترین طراحی صحنه پانزدهمین جشن سینمای ایران ۱۳۹۰
- جایزه بهترین فیلم بین الادیان در بخش بین‌المللی جشنواره فیلم فجر ۱۳۸۹